# Zlatníky
Zlatníky (in ungherese: Aranyosd) è un comune della Slovacchia facente parte del distretto di Bánovce nad Bebravou, nella regione di Trenčín.